# Death Strike
Death Strike (engl.: ‚Todesstoß‘), manchmal auch Deathstrike geschrieben, war eine Death-Metal-Band aus Chicago, USA.

## Geschichte
Oftmals wird die Band für den Vorgänger von Master gehalten, allerdings wurde sie nach Master gegründet, spielte jedoch vor Master eigene Aufnahmen ein. Paul Speckmann gründete Death Strike zusammen mit Chris Mittelbrun 1985; Mittelbrun hatte sich zuvor für Master als Gitarrist beworben, war damals jedoch als nicht ausreichend originell abgelehnt worden. Nach ersten Aufnahmen betätigte Speckmann Master erneut, da sich der ehemalige Master-Schlagzeuger Bill Schmidt der Band nach dem Hören der Death-Strike-Aufnahmen erneut angeschlossen hatte; die in dieser Besetzung entstandene Master-Demoaufnahme wird auch fälschlich Death Strike zugeschrieben, da Speckmann parallel in beiden Gruppen aktiv war. Die Band erhielt ein Angebot von Combat Records für die Veröffentlichung des Debütalbums, der Vertrag kam jedoch nicht zustande. Somit wurde das Album vorerst nicht veröffentlicht. Sie wurde wegen der erneuten Aktivitäten aufgelöst, was Speckmann nachträglich als größten Fehler seiner Karriere bezeichnete. Erst, als Speckmann mit Master einen Plattenvertrag bei Nuclear Blast erhielt, wurde das Album 1991 über dieses Label veröffentlicht.

## Stil
Death Strike gilt als eine der ersten Vertreter des Death Metal. Im Unterschied zu den anderen Bands, bei denen Paul Speckmann aktiv war, ist bei Death Strike ein stärkerer Einfluss aus dem Punk und Hardcore zu hören, der sich auch im Aufgreifen gesellschaftlicher Themen widerspiegelt; zu den Bands, von denen Master und Death Strike beeinflusst waren, zählen Discharge, The Exploited, GBH, Motörhead und Black Sabbath. Fuckin’ Death wurde oftmals mit Hellhammer verglichen. Zu den Bands, die wiederum Death Strike als Einfluss angaben, zählen Grotesque und Darkthrone.

## Diskografie
- 1985: Fuckin’ Death (Demo)
- 1990: Demo
- 1991: Fuckin’ Death (Album)